# Michel Camilo
Michel Camilo (ur. 4 kwietnia 1954) – pianista i kompozytor jazzowy. Pochodzi z Santo Domingo, na Dominikanie. Jest znany jako wspaniały pianista jazzowy, latynoamerykański i klasyczny dysponujący dużymi możliwościami technicznymi.

## Życiorys

### Początki
Michel Camilo urodził się w muzycznej rodzinie. Jako dziecko grał na podarowanym mu przez rodziców akordeonie. Później zainteresował go fortepian dziadków i wieku dziewięciu lat poprosił rodziców o zakupienie instrumentu. Później rozpoczął kształcenie w tym kierunku.
System szkolnictwa obejmował klasyczne muzyczne wykształcenie. W wieku 16 lat Camilo grał z Orkiestrą Narodową Republiki Dominikany.
13 lat uczył się w Konserwatorium Narodowym i mimo swojego gruntownego klasycznego wykształcenia ulegał wpływom tradycji bopowych i wykonawstwa takich instrumentalistów jak: Herbie Hancock, Keith Jarrett, Chick Corea, Horace Silver, Erroll Garner i Scott Joplin.

### Kariera
Kiedy Harvard University Jazz Band odwiedził Dominikanę, jego członkowie usłyszeli Michela podczas jam session. Bandleader zasugerował wówczas młodemu muzykowi wyjazd do USA. W 1979 Michel przeprowadził się do Nowego Jorku i studiował w Mannes College oraz w Juilliard School. Na światowej scenie pojawił się w roku 1983, kiedy to pianista z zespołu Tito Puente nie mógł zagrać koncertu na festiwalu Montreal Jazz Festival. Puente zaprosił Camilo do wspólnej gry nie słysząc go i polegając jedynie na rekomendacji. Później saksofonista Paquito D’Rivera zaproponował mu miejsce w swoim bandzie. Przez cztery lata Camilo odbywał światowe tournée z d'Riverą i nagrał z nim dwa albumy.
Pozycja Camilo jako gwiazdy zaczęła się stabilizować w okolicach roku 1985. Wtedy to debiutował ze swoim trio w Carnegie Hall. W tym samym roku odbył tournée po Europie z kwintetem Paquito D’Rivery i nagrał swój pierwszy album zatytułowany Why Not?. Na płycie Suntan in Trio zagrał z Anthonym Jacksonem na basie i Dave Wecklem na perkusji. Później, w 1988 Camilo zatrudnił w zespole nowe osoby - Patrick Thomas bardziej znany ze swego pseudonimu „Traci Huntington” zastąpił Jacksona, a Bobby Previte Weckla. W 1988 Camilo zadebiutował w wytwórni Sony albumem Michel Camilo. Camilo, Huntington i Previte pracowali razem przez trzy albumy. Ostatnim albumem nagranym z Huntingtonem i Previtem był album On the Other Hand. Band Camilo rozwiązał się w 1991.
W 2000 Camilo współpracował z gitarzysta flamenco Tomatito nagrywając album Spain, który otrzymał nagrodę Grammy dla najlepszego albumu z gatunku Latin Jazz. w
Camilo skomponował muzykę do kilku filmów hiszpańskojęzycznych, np. Los Peores Años de Nuestra Vida i do wielokrotnie nagradzanego Amo Tu Cama Rica.

## Współpraca z innymi muzykami
Camilo od lat tworzy trio ze swoimi przyjaciółmi Anthonym Jacksonem (bas) i El Negro (Horacio Hernandez) (perkusja.
Inni muzycy, z którymi współpracował: Tito Puente, Paquito D’Rivera, Dizzy Gillespie, Toots Thielemans, Airto Moreira, Chuck Mangione, Stanley Turrentine, Claudio Roditi, Nancy Alvarez, Mongo Santamaria, George Benson, Eddie Palmieri, Jon Faddis, Gonzalo Rubalcaba, Lew Soloff, Tânia Maria, Jaco Pastorius, Patato, Randy Brecker, Michael Brecker, Chuck Loeb, Giovanni Hidalgo, Wynton Marsalis, Katia i Marielle Labèque, Dave Valentin, Flora Purim, Delfeayo Marsalis, Chucho Valdéz, Joe Lovano, Herbie Hancock, Tomatito, John Patitucci, David Sanchez, Hiromi, Cachao, Marcus Roberts, Steve Gadd, Danilo Perez, Gary Burton, Billy Taylor, Dave Weckl, Hilton Ruiz, Roy Hargrove, Romero Lubambo, Niels Henning Orsted Pedersen, Lenny Andrade, Bireli Lagrene, Marian McPartland, Leonard Slatkin, Arturo Sandoval i Katia Labèque.

## Dyskografia
- 1984 – French Toast (w/ French Toast)
- 1985 – Why Not?
- 1986 – Suntan/In Trio
- 1988 – Michael Camilo
- 1989 – On Fire
- 1990 – On The Other Hand
- 1991 – Amo Tu Cama Rica (Soundtrack)
- 1993 – Rendezvous
- 1994 – One More Once
- 1996 – Two Much (Soundtrack)
- 1997 – Hands of Rhythm (w/ Giovanni Hidalgo)
- 1997 – Thru My Eyes
- 2000 – Spain
- 2001 – Calle 54 (Soundtrack)
- 2002 – Piano Concerto, Suite & Caribe
- 2002 – Triangulo
- 2003 – Live at the Blue Note
- 2005 – Solo
- 2006 – Rhapsody In Blue
- 2006 – Spain Again
- 2007 – Spirit of the Moment (Marzec 24, 2007)
- 2009 – Caribe: Michel Camilo Big Band
- 2011 – Mano a Mano (Lipiec 26, 2011)